# Részletek J. S. Bach Máté passiójából
Részletek J. S. Bach Máté passiójából ist ein Dokumentar-Kurzfilm von Tamás Czigány aus dem Jahr 1966.

## Inhalt und Hintergrund
Der Film handelt von der oratorischen Matthäus-Passion (BWV 244) von Johann Sebastian Bach. Der Bericht vom Leiden und Sterben Jesu Christi nach dem Evangelium nach Matthäus bildet das Rückgrat. Mit über 150 Minuten Aufführungsdauer und einer Besetzung von Solisten, zwei Chören und zwei Orchestern ist die Matthäus-Passion Bachs umfangreichstes und am stärksten besetztes Werk und stellt einen Höhepunkt protestantischer Kirchenmusik dar. Die Uraufführung fand am 11. April 1727 in der Thomaskirche in Leipzig statt.
Der von Tamás Czigány, der als Regisseur und Drehbuchautor in Ungarn an zahlreichen Dokumentarfilmen mitwirkte, inszenierte Film zeigt somit lediglich Details (ungarisch Részletek) dieses umfangreichen Werkes. Der Film wurde im Mafilm Studio für Hungarofilm produziert und erschien am 24. Februar 1966 erstmals in Ungarn. 

## Auszeichnungen
Hungarofilm wurde für den Film bei der Oscarverleihung 1967 für den Oscar für den besten Dokumentar-Kurzfilm nominiert. Hier wurde der Film unter dem englischen Titel Saint Matthew Passion gelistet. Hungarofilm war bereits im Jahr zuvor bei der Oscarverleihung 1966 für den unter der Regie und nach einem Drehbuch von János Vadász entstandenen Film Nyitány für den Oscar für den besten Dokumentar-Kurzfilm nominiert.